# Гамден (Коннектикут)
Гамден (англ. Hamden) — місто (англ. town) в США, в окрузі Нью-Гейвен штату Коннектикут. Населення — 61 169 осіб (2020).

## Демографія
Згідно з переписом 2010 року, у місті мешкало 60 960 осіб у 23 727 домогосподарствах у складі 14 300 родин. Було 25114 помешкання
Расовий склад населення:
| - 68,5 % — білих - 20,2 % — чорних або афроамериканців - 5,5 % — азіатів - 0,1 % — корінних американців - 3,0 % — осіб інших рас |

До двох чи більше рас належало 2,7 %. Частка іспаномовних становила 8,7 % від усіх жителів.
За віковим діапазоном населення розподілялося таким чином: 19,1 % — особи молодші 18 років, 65,9 % — особи у віці 18—64 років, 15,0 % — особи у віці 65 років та старші. Медіана віку мешканця становила 37,4 року. На 100 осіб жіночої статі у місті припадало 85,2 чоловіків; на 100 жінок у віці від 18 років та старших — 80,7 чоловіків також старших 18 років.
Середній дохід на одне домашнє господарство становив 95 155 доларів США (медіана — 74 281), а середній дохід на одну сім'ю — 116 342 долари (медіана — 96 216). Медіана доходів становила 64 620 доларів для чоловіків та 55 867 доларів для жінок. За межею бідності перебувало 8,0 % осіб, у тому числі 8,5 % дітей у віці до 18 років та 7,4 % осіб у віці 65 років та старших.
Цивільне працевлаштоване населення становило 32 826 осіб. Основні галузі зайнятості: освіта, охорона здоров'я та соціальна допомога — 41,1 %, науковці, спеціалісти, менеджери — 8,9 %, виробництво — 8,7 %.

## Цікаві речі
- Тут відбуваються події серії 7-го сезону «Цілком таємно» «Знамення і дива»

## Персоналії
- Ернест Боргнайн (1917—2012) — американський актор.